# Élections municipales surinamaises de 2020
Les élections municipales surinamaises de 2020 ont lieu le 25 mai 2020 en même temps que les législatives afin de renouveler les assemblées des 10 districts du Suriname. 
La campagne électorale se déroule essentiellement sur les réseaux sociaux en raison de l'interdiction des meetings. 